# Decreto Tametsi
El Decreto Tametsi, emanado del Concilio de Trento, es el decreto canónico que reguló la forma del matrimonio hasta la publicación del Código de Derecho Canónico (1917). Fue emanado el 11 de noviembre de 1563 durante la XXIV sesión del Concilio y constituye el primero de los diez capítulos del decreto De reformatione matrimonii.
El decreto, aunque acepta la tradición del valor de los matrimonios clandestinos celebrados hasta entonces, establece un requisito de forma, sin el cual el matrimonio será considerado no solo ilícito, sino también inválido. Se introdujo la publicación del matrimonio, que debía realizarse previamente, y también que el matrimonio debía realizarse, al menos, en presencia de un sacerdote y dos testigos. Impone también el consentimiento de los esposos y estipula que el acuerdo de los padres no es necesario para la validez del matrimonio; aunque desaconseje esos matrimonios. Se instituyeron también la obligatoriedad de inscribir el matrimonio en los Registros de la parroquia donde se celebrara el matrimonio.
El rey Felipe II lo instauró mediante Real Cédula de 12 de julio de 1564, por la que Aceptamos y recibimos el dicho sacrosanto conciclio y queremos que en estos nuestros reinos sea guardado, cumplido y ejecutado.
Texto del decreto en latín y su traducción al español:

Tametsi dubitandum non est clandestina matrimonia libero contrahentium consensu facta, rata et vera esse matrimonia, quamdiu ecclesia ea irrita non fecit, et proinde iure damnandi sunt illi, ut eos sancta synodus anathemate damnat, qui ea vera ac rata esse negant quique falso affirmant matrimonia a filiis familias sine consensu parentum contracta, irrita esse, et parentes ea rata vel irrita facere posse; nihilominus sancta Dei ecclesia ex iustissimis causis illa semper detestata est atque prohibuit. Qui aliter quam praesente parocho, vel alio sacerdote de ipsius parochi seu Ordinarii licentia, et duobus vel tribus testibus matrimonium contrahere attentabunt: eos sancta Synodus ad sic contrahendum omnino inhabiles reddit, et huiusmodi contractus irritos et nullos esse decernit, prout eos praesenti decreto irritos facit et annullat.
No cabe duda de que los matrimonios clandestinos hechos con el libre consentimiento de los contrayentes son matrimonios válidos y verdaderos, siempre que la iglesia no los haya hecho nulos, y por tanto sean condenados por la ley. Por esto, el santo sínodo condena con anatema a los que niegan que sean verdaderos y válidos, y los que afirman falsamente que los matrimonios entre hijos de familias contraídos sin el consentimiento de los padres, son nulos y los padres pueden hacerlos nulos. Sin embargo, la santa iglesia de Dios siempre los ha odiado y prohibido por justísimas razones. Po esto, los que pretendan contraer matrimonio fuera del párroco actual, o con otro sacerdote, sin permiso del párroco o del Ordinario, y con dos o tres testigos: el santo Sínodo los vuelve completamente incapaces de contraerlo de esta manera, y decreta que tales contratos son nulos de pleno derecho, ya que los declara nulos de pleno derecho por el presente decreto y los cancela